# Andrea Cremer
Pour les articles homonymes, voir Cremer.
Andrea Cremer, née le 1978 est une écrivaine et enseignante américaine. Elle a, notamment écrit les séries Nightshade et Le secret de l'inventeur. Née dans le Wisconsin, elle enseigne l'histoire au Macalester College.